# کوانک
کوانک، روستایی از توابع بخش باباحیدر شهرستان فارسان در استان چهارمحال و بختیاری ایران است. که درسال ۱۳۱۳ بصورت دائم مطابق طرح دائمی اسکان عشایر در زمان پهلوی  مردم روستا ساکن  شدند و قبل از ان درفصل بهار و تابستان بصورت عشایری بوده اند از ساکنین اولیه ان کا مرادعلی فرزند علی ا حضر  و کا هادی و جعفر  فرزند کربلایی ا سیاه  و مراد و علی مراد فرزند شاه دونه و سبزی و خدامراد فرزند معنا  همگی از نوادکان ا باقر باقری گله می باشند و غلامحسین لهرابی  و محمد رحیم باقری (لهرابی) بوده اند کل ساکنین روستا از طایفه گله بابادی هفت لنگ بختیاری می باشند.

## جمعیت
این روستا در دهستان سراب بالا قرار دارد و براساس سرشماری مرکز آمار ایران در سال ۱۳۸۵، جمعیت آن ۳۳۹ نفر (۶۳خانوار) بوده‌است.